# 成田市立成田中学校
成田市立成田中学校（なりたしりつ なりたちゅうがっこう）は、千葉県成田市土屋にある公立中学校。

## 沿革
- 1947年（昭和22年）5月10日 - 6・3制実施により成田町立成田中学校創立。
- 1949年（昭和24年）3月20日 - 成田町土屋の被服会社を買収。旧被服会社建物を臨時校舎とする。
- 1952年（昭和27年）6月10日 - 上記の場所に木造2階建ての校舎新築。旧校舎撤去。
- 1954年（昭和29年）3月31日 - 町村合併により成田市となる。それに伴い成田市立成田中学校と改称。
- 1970年（昭和45年）4月1日 - 成田市立中郷中学校を統合。
- 1982年（昭和57年）12月21日 - 校舎改築工事に伴い校舎解体。
- 1983年（昭和58年）7月5日 - 校舎改築工事起工。
- 1984年（昭和59年）3月15日 - RC造新校舎本棟竣工､プレイ広場完成。
  - 8月22日 - 屋内運動場（体育館）起工。
- 1985年（昭和60年）7月12日 - プール竣工。
- 2003年（平成15年）4月より - 文部科学省研究開発校指定。
- 2009年（平成21年）4月1日 - 成田市立豊住中学校を統合。

## 通学区域
- 成田、田町、東町、本町、仲町、幸町、上町、寺台、郷部、美郷台一 - 三丁目、土屋、ウイング土屋、久米、馬場、山之作、東和田、御所の内、山口、押畑、宝田、下福田、芦田、東和泉、西和泉、赤荻、野毛平、東金山、関戸、和田、下金山、新妻、北羽鳥、南羽鳥、竜台、安西、佐野、長沼、北部、南部

## 出身有名人
- 小泉一成（成田市長）
- 船山祐二（東京ヴェルディ）
- 船山貴之（ジェフユナイテッド市原・千葉）
- 田中智美（女子マラソン選手）

## その他
- 女子制服は灰色のブレザーに灰色のスカート。男子制服は灰色の学ラン。通称｢歩く仏像｣。女子は冬はネクタイ、夏は紐リボン(学年色のもの)を首元に装着する。
- 現在の校舎の屋根は全面いぶし銀の瓦屋根になっており、第三回甍賞佳作賞を受賞している。
- 近隣に成田山新勝寺が位置し、成田山新勝寺の駐車場が出来る以前は、正月期間中は学校のグラウンドが臨時駐車場となっていた。